# Trichosanthes kerrii
Trichosanthes kerrii är en gurkväxtart som beskrevs av William Grant Craib. Trichosanthes kerrii ingår i släktet Trichosanthes och familjen gurkväxter. Inga underarter finns listade i Catalogue of Life.